# Amezaiku

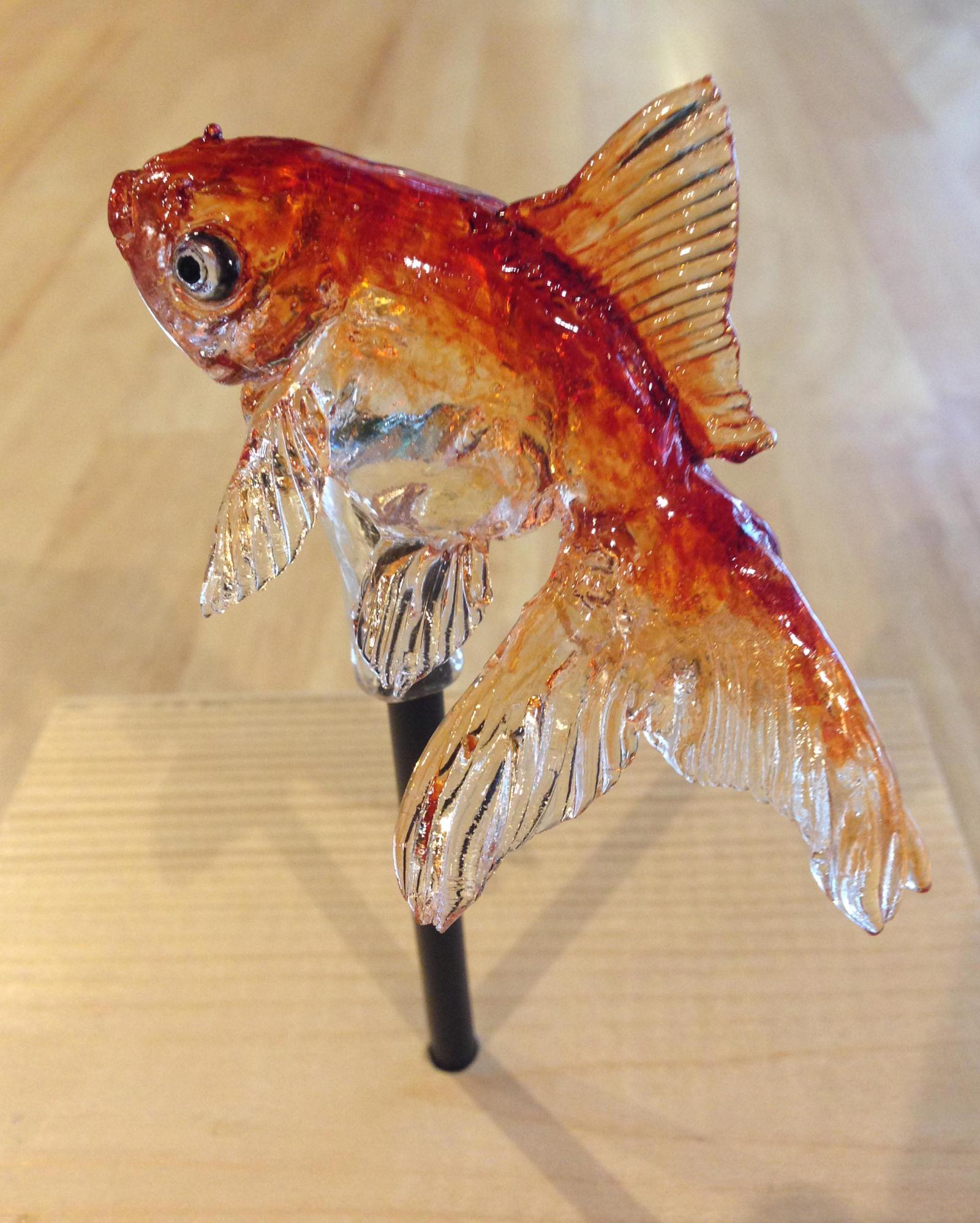
Pez dorado hecho Amezaiku Por Shinri Tezuka

Amezaiku (飴細工?) es un arte manual antiguo de un dulce japonés. El artista trabaja con mizuame natural, o teñida, usando sus manos y otras herramientas como pinzas y tijeras, para crear una escultura. Algunos artistas de Amezaiku usan tintas comestibles sobre sus esculturas para darles un acabado final más profesional y más personalidad a sus obras. Las esculturas de animales e insectos se encuentran entre las más comunes de este arte debido a su popularidad con los niños por ende, son de las esculturas que se trabajan con mayor rapidez. Algunos artistas de Amezaiku también son artistas callejeros que realizan trucos de magia y cuentan historias junto con su entretenimiento artesanal de dulces.

## Historia
Durante el período Heian, el arte de Amezaiku fue utilizado en Japón como ofrendas de caramelo realizadas en templos de Kyoto. Sin embargo, el arte Amezaiku logró expandirse más allá de las ofrendas del templo durante el período Edo, cuando muchas formas de arte callejero vivían su auge en Japón y cuándo su ingrediente base, mizuame, se hizo ampliamente disponible. Fue en este período Edo que el arte Amezaiku alcanzó su forma artística actual.

## Métodos
El dulce base se prepara de antemano, utilizando una receta con jarabe de almidón que requiere constante cuidado para asegurar un aspecto y consistencia apropiados. La mezcla es amasada y estirada a mano, para formar una gran pelota de dulce que es almacenada hasta que requiera ser utilizada. A la hora de venderla, la pelota de dulce se calienta para hacerla flexible otra vez. El artista toma con su mano la porción necesaria de la masa caliente para realizar la escultura; esto también es una habilidad, pues el artista tiene que aprender a tolerar la temperatura aproximada de 80 °C a la que se calienta el dulce. El dulce caliente es montado rápidamente en el palo de presentación, luego es estirado, torcido y moldeado a la forma deseada, normalmente un animal de cualquier clase y a menudo intrincado. La velocidad es necesaria para realizar este arte ya que la escultura tiene que ser completada antes de que el dulce se enfríe y se endurezca otra vez.

Un método anteriormente utilizado en el arte amezaiku era soplar dentro del dulce mediante una pajilla, similar al procedimiento de soplar vidrio. Esta práctica fue finalmente prohibida en Japón considerada antihigiénica, sin embargo, otros medios para introducir el aire soplado pueden ser utilizados.

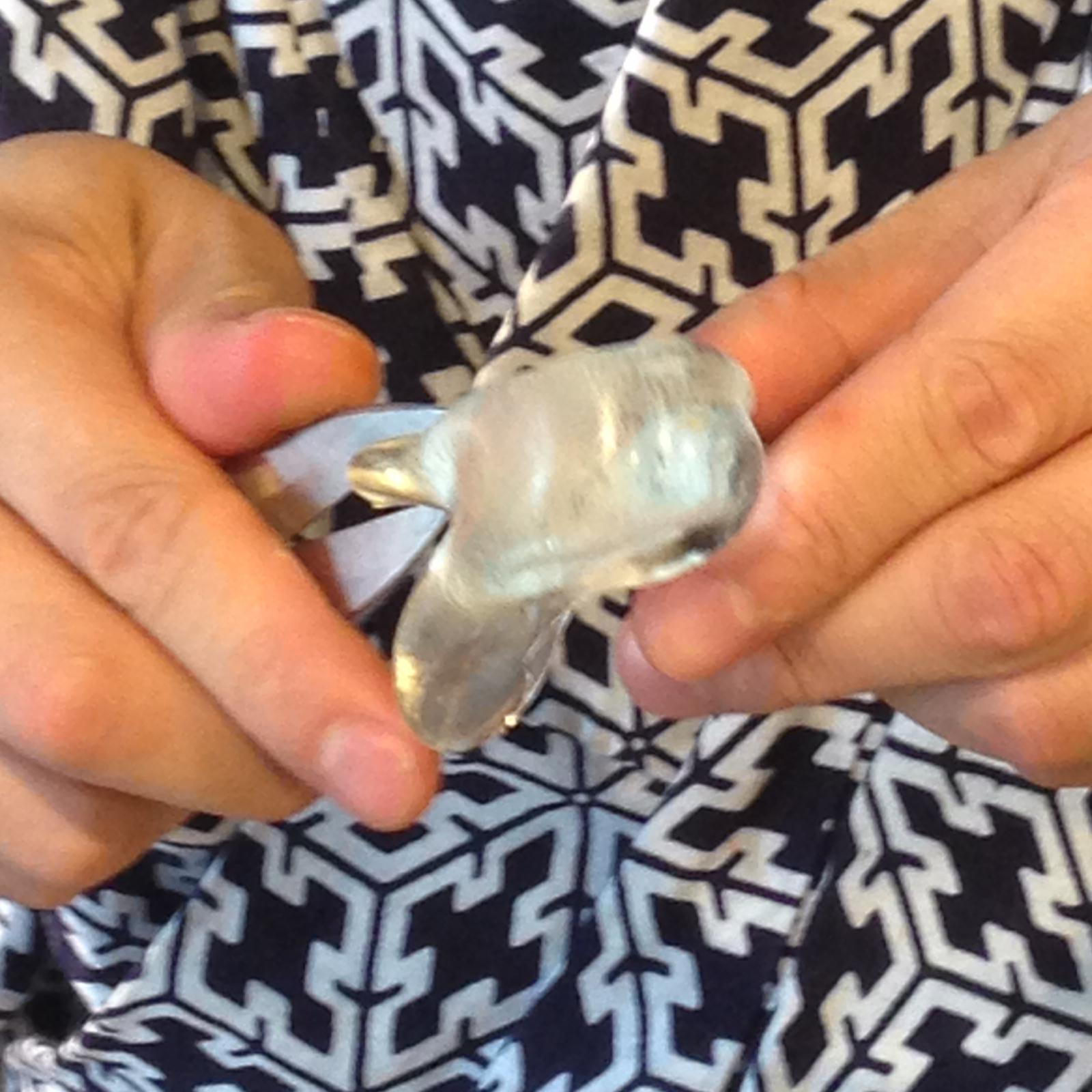
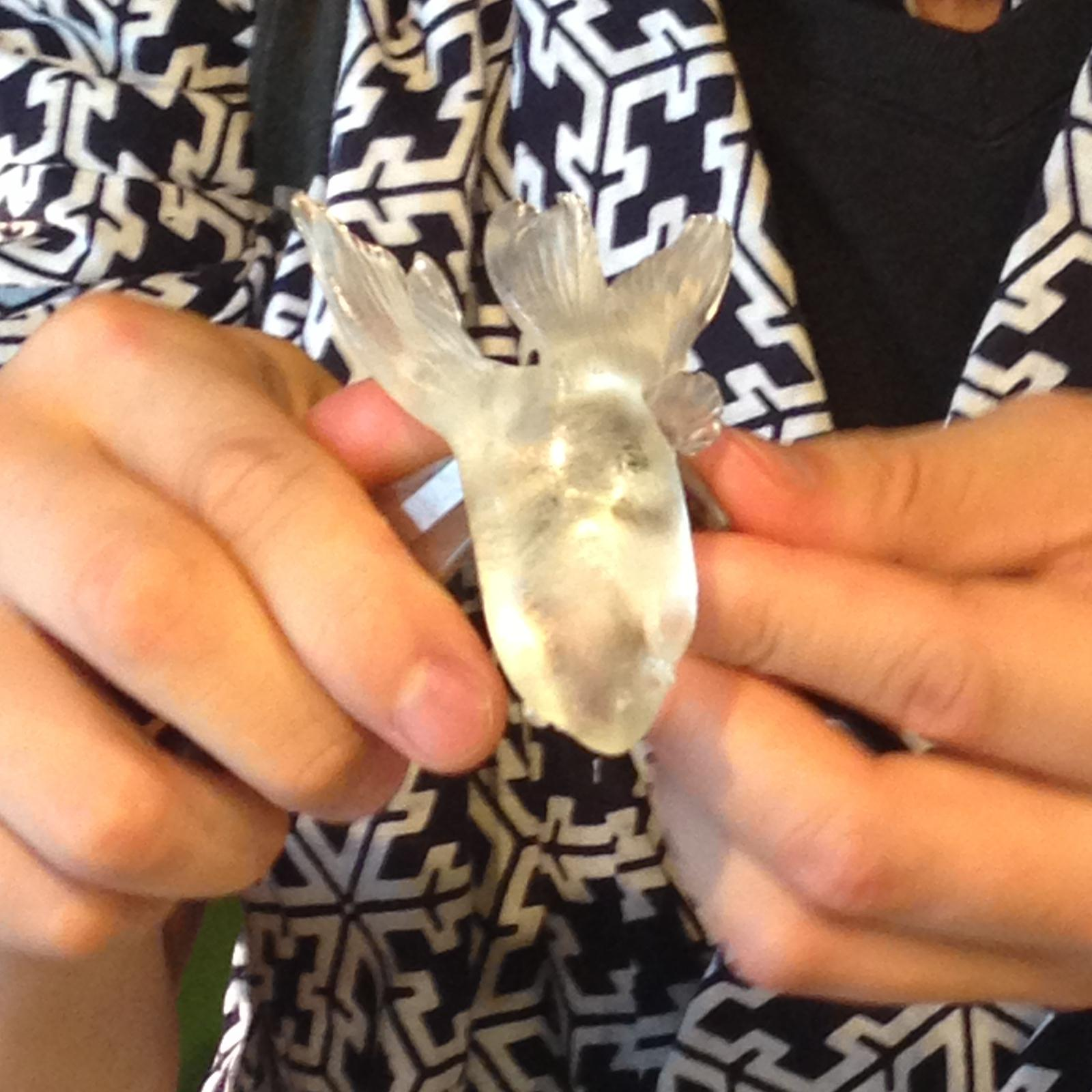
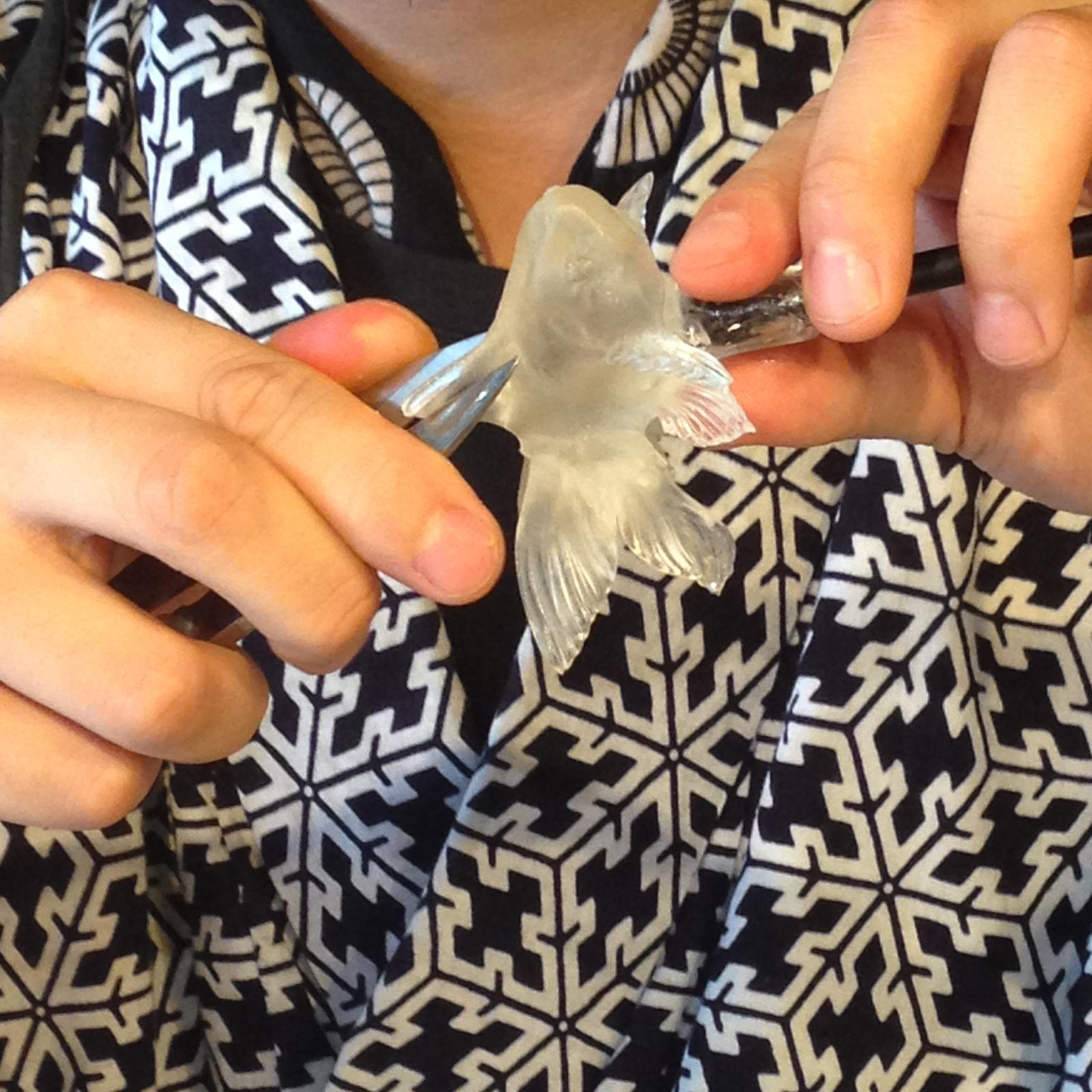
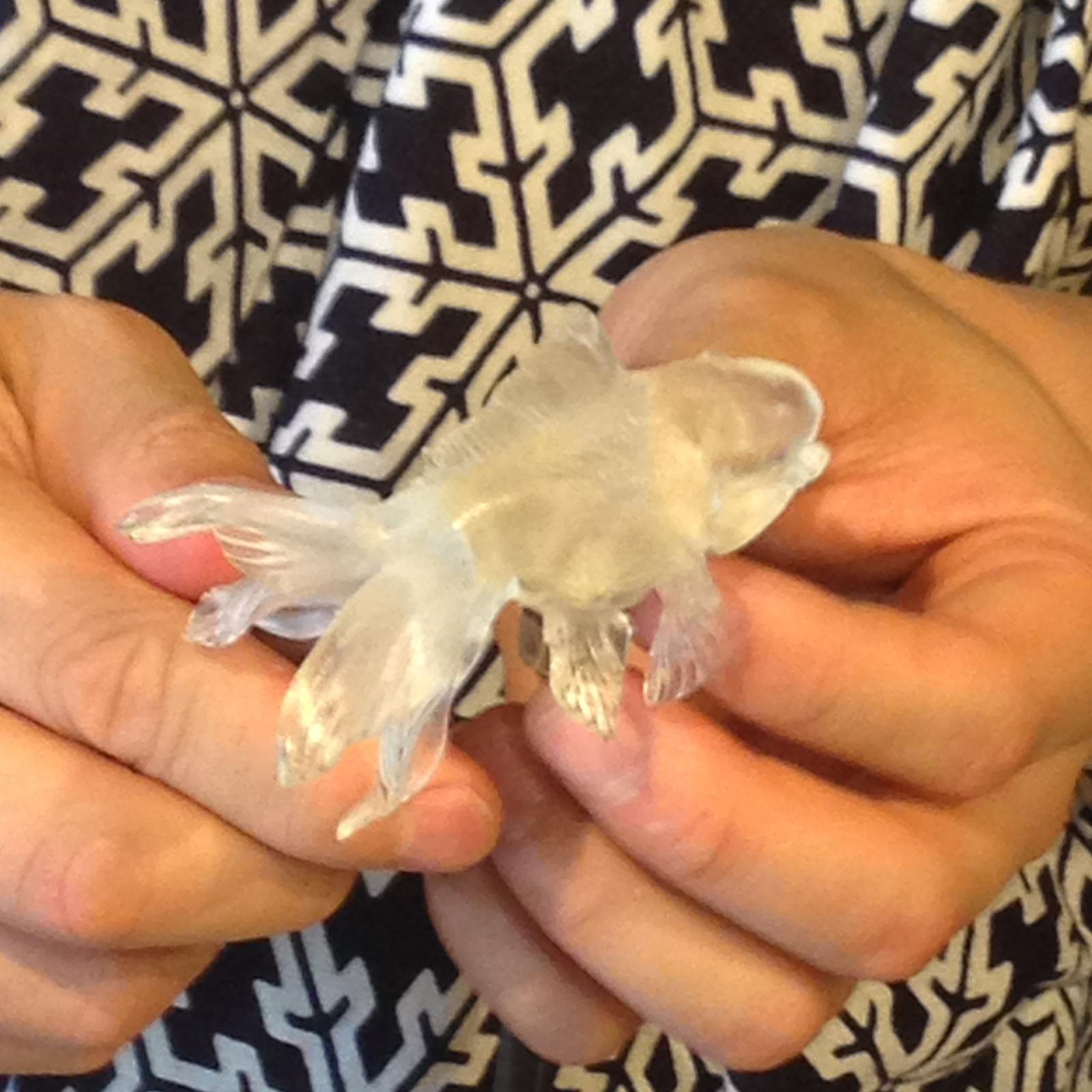
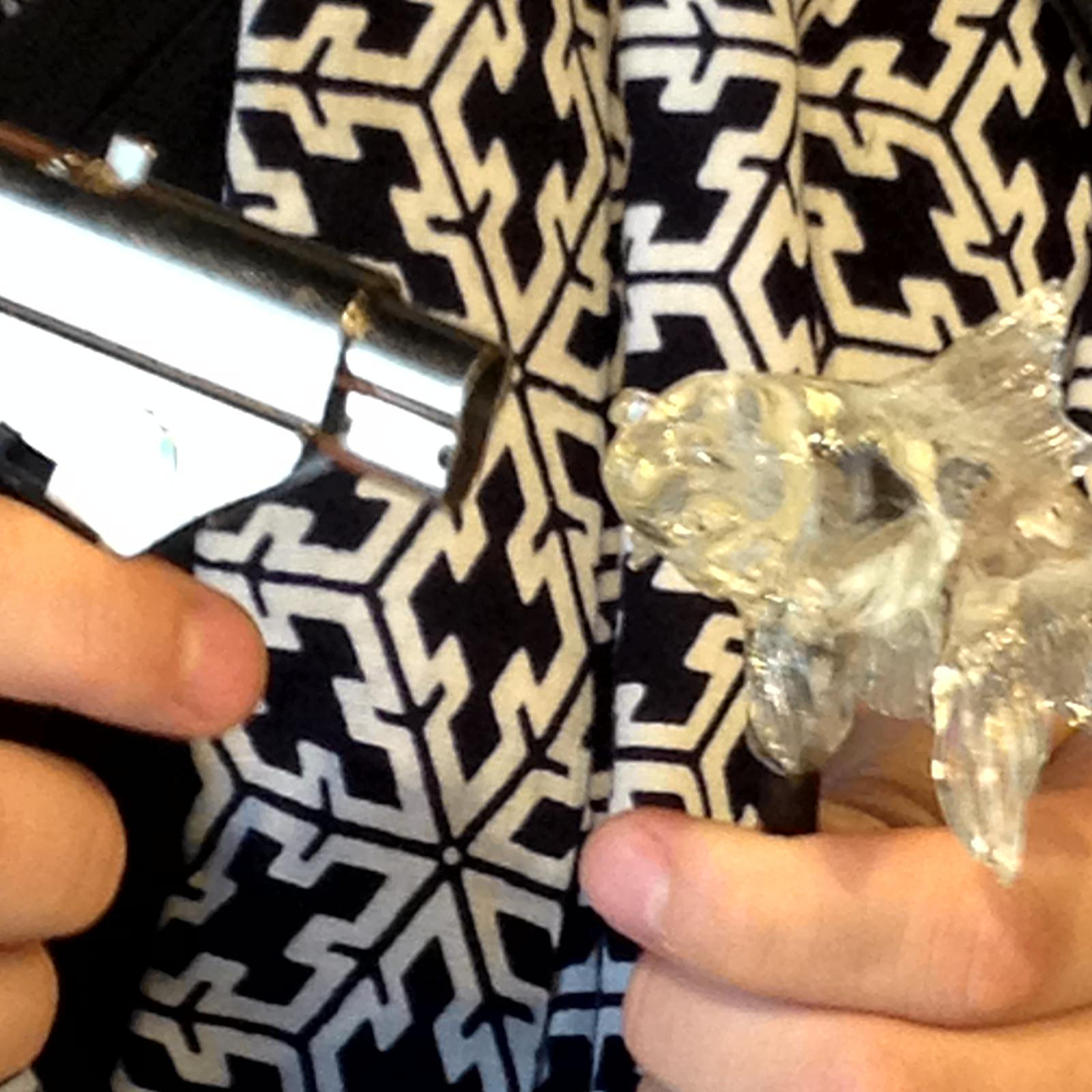
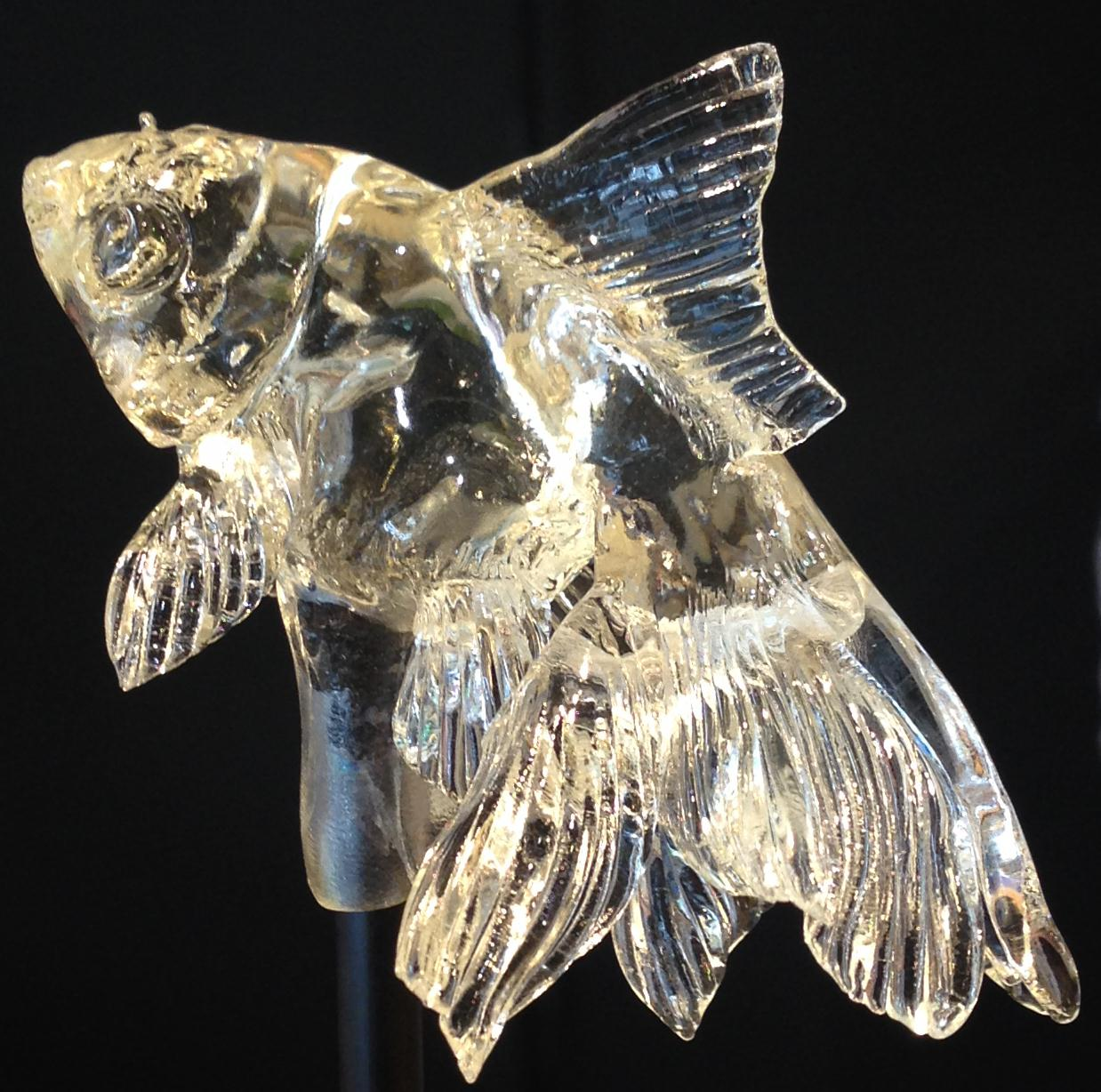